# Helen Dorn: Unter Kontrolle
Unter Kontrolle ist ein deutscher Fernsehfilm von Matti Geschonneck aus dem Jahr 2014. Es handelt sich um die zweite Folge der ZDF-Kriminalfilmreihe Helen Dorn mit Anna Loos in der Titelrolle.

## Handlung
Kriminalhauptkommissarin Helen Dorn und ihr Partner KHK Gregor Georgi vom LKA Düsseldorf erhalten vom Dezernatsleiter den Auftrag, die Suche nach der verschwundenen Mia Thomsen zu leiten. Der Vater des vierjährigen Kindes ist der einflussreiche Unternehmer Hans Thomsen.
Während die Polizei eine großangelegte Suchaktion beginnt, versucht Helen Dorn, durch Befragungen weiterzukommen. Innerhalb der Familie Thomsen stellt sich dies recht schwierig dar, da ein Rechtsberater den Unternehmer vor zu viel negativer Publicity abzuschirmen versucht. Obwohl das Kind einfach nur weggelaufen sein kann, ist eine Entführung als Racheakt nicht auszuschließen, denn der Investmentmanager ist für den Verlust der Ersparnisse unzähliger Geldanleger mitverantwortlich. Ein Verdacht fällt auf Werner Altmann, der nicht nur sein Vermögen durch Thomsen verloren hat, sondern auch wegen eines Sexualdeliktes vorbestraft ist. Thomsen selber verdächtigt jedoch Daniel de Klerk, einen Niederländer, mit dem er derzeit berufliche Probleme hat und dessen Sohn sich gerade in Deutschland befindet. Außerdem gibt es auch erste Erpresserbriefe, die letztendlich aber nur von Trittbrettfahrern stammen. Alle Bemühungen, das Kind zu finden, bleiben erfolglos. Dorn und Georgi finden lediglich heraus, dass Mia für längere Zeit allein gelassen wurde, was der Täter ausgenutzt haben könnte.
Inzwischen wird die Leiche von Mia gefunden. Ihr wurde das Genick gebrochen und ihr Leichnam danach in einen Fluss geworfen. Thomsen hält nach wie vor Daniel de Klerk und dessen Sohn dafür verantwortlich. In seinem Schmerz reist er nach Rotterdam und erschießt Lars de Klerk. Helen Dorn vermutet jedoch die Lösung des Falles innerhalb der Familie Thomsen. Mias Eltern erschienen ihr stets sehr gefasst und sie spürte ein Geheimnis, das sich hinter der Fassade von Reichtum, Glück und Erfolg versteckt, denn Mia ist nur Hans Thomsens leibliche Tochter. Seine Frau war kurz nach Mias Geburt gestorben und Inga Thomsen hat ihn danach geheiratet. Sie erklärte, das Kind zu lieben wie ihr eigenes, was durchaus glaubhaft war.
Mias Tod stellt sich letztendlich als tragischer Unglücksfall dar: Das Kind war Inga Thomsen ins Auto gelaufen und so unglücklich gestürzt, dass es mit dem Hinterkopf auf einen Stein gefallen war. Inga Thomsen war klar, dass ihr Mann das nie verziehen hätte, daher hatte sie die Entführung vorgetäuscht.

## Hintergrund
Die Dreharbeiten für die Krimiserie Helen Dorn erfolgten 2013 in Düsseldorf, Köln, im Ruhrgebiet und am Niederrhein. Die zweite Ausstrahlung erfolgte im deutschen Fernsehen am 27. September 2014 als ZDF-Samstagskrimi.
Der Titel Unter Kontrolle bezieht sich auf das Milieu, in dem Dorn und Georgi ermitteln müssen. In der Welt, in der Anwälte und Staatssekretäre das letzte Wort haben und auch der prominente Hausherr alles „unter Kontrolle“ haben möchte, sind Schweigen und Lügen „normal“.

## Rezeption

### Einschaltquote
Die Erstausstrahlung von Unter Kontrolle am 24. September 2014 im ZDF erreichte 5,44 Millionen Zuschauer und einen Marktanteil von 18,9 Prozent.

### Kritik
Rainer Tittelbach von tittelbach.tv meinte recht nüchtern: „‚Unter Kontrolle‘ [bliebe] eine Stunde lang enttäuschend. Der Erzählstil der wegretuschierten Gefühle, blutleeren Gesichter & der Schöner-Wohnen-Gefriertruhe-Ästhetik wird erst im Schlussdrittel gelockert. Vattrodt kann sich zwischen Krimi und Drama nicht entscheiden, die Dramaturgie schwächelt und Geschonneck macht, was er immer macht... Für den Kritiker ist das immerhin Leiden auf hohem Niveau.“
Antje Heidböhmer schreibt für Hörzu: „In dieser Episode sind die Gefühle kontrolliert, emotionale Regungen werden nicht ausgelebt, Tränen fließen selten. Regisseur Matti Geschonneck setzt auf kühle Farben und gönnt der Episode wenig Bewegung – so entsteht eine fast kammerspielartige Atmosphäre. Das eigentliche Energiezentrum ist dabei diesmal weniger Helen Dorn als vielmehr ihr – unfreiwilliger – Kollege Georgi: Matthias Matschke kann auch mit reduzierter Mimik sehr viel sagen. Mit einer gehobenen Augenbraue drückt er mehr aus als andere mit vielen Worten.“.